# Riccardo di Cornovaglia
Riccardo di Cornovaglia e di Poitou (Winchester, 5 gennaio 1209 – Berkhamsted, 2 aprile 1272) è stato rex Romanorum dal 1257 al 1272.
Era figlio del re d'Inghilterra Giovanni Senzaterra (1166-1216) e di Isabella d'Angoulême (1186-1246), e nipote di Eleonora d'Aquitania.

## Biografia
Secondo figlio di Giovanni d'Inghilterra, sin da giovane fece esperienza in campo militare: partecipò a una spedizione in Guascogna negli anni dal 1225 al 1227, e nel 1240 prese parte ad una spedizione in Terra santa. Era il fratello minore di Enrico III d'Inghilterra ed era stato da lui nominato Conte di Cornovaglia in occasione del suo sedicesimo compleanno, facendolo diventare uno degli uomini più ricchi del paese. Benché, nel corso degli anni, dovesse esercitare la reggenza per ben tre volte, per i primi anni del regno del fratello Riccardo si ribellò diverse volte, poiché la sua posizione di secondogenito lo poneva molto vicino alla corona.
Nel marzo del 1231 sposò Isabella di Pembroke: il matrimonio fu inviso a suo fratello perché la famiglia della donna gli era avversa. Riccardo ebbe quattro figli dalla moglie, di cui solo uno sopravvisse fino all'età adulta; nel 1240 Isabella morì di parto.
Riccardo di Cornovaglia, nel 1235, era diventato cognato di Federico II dopo che quest'ultimo ne aveva sposato la sorella Isabella d'Inghilterra. 
Grazie alla sua vicinanza al re Enrico III d'Inghilterra, e al suo talento nell'amministrazione, Riccardo riuscì a controllare la gestione dei fondi destinati alle crociate e poco dopo la sua vedovanza partì egli stesso per la Terra santa dove non combatté occupandosi prevalentemente di negoziare il rilascio degli ostaggi e di ricostruire la città di Ascalona che era stata distrutta dal Saladino. Riccardo ebbe i pieni poteri dal re di Gerusalemme e cognato Federico II, nonostante gli ostacoli papali, recuperando Gerusalemme e rinnovando la tregua con i principi musulmani. Tornando dalla Terra Santa, Riccardo sbarcò poi a Trani nel luglio 1241, recandosi dal cognato e imperatore Federico II, andando quindi in qualità di emissario con pieni poteri a Roma per trattare la pace tra il papa e l'imperatore, fallendo però nel tentativo. Alla corte imperiale conobbe Rodolfo d'Asburgo, destinato anch'egli a divenire imperatore. Restaurò ed ampliò il castello di Wallingford che era di sua proprietà.
Al suo ritorno, nel 1242, suo fratello Enrico III d'Inghilterra e sua moglie pensarono di trovargli una moglie che, portandogli nuove terre, doveva presumibilmente distrarlo da ulteriori mire sul trono per altro già protetto dalla nascita di un figlio maschio. La scelta cadde sulla sorella della regina Sancha di Provenza, che Riccardo sposò, si dice ammaliato dalla sua bellezza, nella cattedrale di Westminster nel novembre 1243: furono genitori di Edmondo Plantageneto, II conte di Cornovaglia.
Papa Innocenzo IV gli offrì, nel 1252/53 il Regno di Sicilia, che però Riccardo dovette rifiutare perché non disponeva di appoggi sufficienti.
Nel 1257, dopo la morte di Guglielmo II d'Olanda, il collegio elettorale dei principi del Sacro Romano Impero non riuscì a raggiungere un accordo, e vennero eletti due re: Alfonso X di Castiglia e, appunto, Riccardo di Cornovaglia. In particolare, quest'ultimo era sostenuto dal conte palatino del Reno e dagli arcivescovi di Colonia e di Magonza. Riccardo fu incoronato Re dei Romani ad Aquisgrana, ma, come il suo avversario, non riuscì ad imporsi. Trascorse in Germania solo brevi periodi, l'ultimo dei quali nel 1269. 
Sul fronte personale Riccardo rimase di nuovo vedovo nel 1261 e nove anni dopo si risposò con Beatrice di Falkenburg (lei era sedicenne e lui sessantenne), nel 1264 combatté al fianco del fratello contro una rivolta dei baroni e soprattutto contro Guido di Montfort conte di Nola, che aveva assassinato suo figlio.
Nel 1271 fu colpito da un ictus che lo privò della parola e lo rese paralitico nella parte destra del corpo, morì il 2 aprile 1272 e venne sepolto accanto alla seconda moglie e al figlio nell'abbazia di Hailes che lui stesso aveva fondato. La sua terza moglie gli sopravvisse di poco e morì a venticinque anni nel 1277. Rodolfo I d'Asburgo, che gli succedette l'anno successivo alla sua morte (Alfonso aveva abdicato dal trono di Germania tre mesi dopo la morte di Riccardo) mise fine all'interregno, mentre i sette principi elettori si affermavano come gli autentici signori territoriali e elettori del sovrano.

## Matrimoni e discendenza
Il 30 marzo 1231 Riccardo si sposò con Isabella di Pembroke, figlia del leggendario Guglielmo il Maresciallo e già vedova di Gilberto di Clare, V conte di Gloucester, insieme ebbero:
- Giovanni di Cornovaglia (31 gennaio 1232-22 settembre 1232);
- Isabella di Cornovaglia (9 settembre 1234 circa-6 ottobre 1234);
- Enrico di Cornovaglia;
- Nicola di Cornovaglia (nato e morto 17 gennaio 1240). Lo stesso giorno morì anche Isabella.

Il 23 novembre 1243 all'Abbazia di Westminster Riccardo si risposò con Sancha di Provenza, figlia di Raimondo Berengario IV di Provenza e Beatrice di Savoia, insieme ebbero:
- un figlio senza nome (luglio 1246-15 agosto 1246);
- Edmondo Plantageneto, II conte di Cornovaglia.

Sancha morì il 9 novembre 1261 e il 16 giugno 1269 a Kaiserslautern Riccardo si sposò con Beatrice di Falkenburg quando lei aveva sedici anni e lui sessanta. I due non ebbero figli. Una volta rimasta vedova, Beatrice visse ancora pochi anni morendo nel 1277 e venendo sepolta in un'abbazia di Oxford.
Riccardo ebbe anche figli illegittimi dalla sua amante Joan de Valletort:
- Filippo di Cornovaglia, divenne un prete;
- Riccardo di Cornovaglia, ricevette delle rendite dal fratellastro Edmund e convolò a nozze con una donna di nome Joan da cui ebbe tre maschi e una femmina; quest'ultima, anch'essa chiamata Joan, sposò John Howard, Sceriffo del Devon, da cui discende la famiglia Howard[3];
- Gualtiero di Cornovaglia, anch'egli ricevette delle rendite da Edmondo;
- Isabella di Cornovaglia, ricevette delle rendite da Enrico III d'Inghilterra;
- Giovanna di Cornovaglia, anch'ella ricevette delle rendite da Edmondo.

## Ascendenza
|                         |                          |                          | Genitori                            |  |  | Nonni |  |  | Bisnonni           |  |  | Trisnonni       |  |
|                         |                          |                          |                                     |  |  |       |  |  | Goffredo V d'Angiò |  |  | Folco V d'Angiò |  |
|                         |                          |                          |                                     |  |  |       |  |  | Goffredo V d'Angiò |  |  | Folco V d'Angiò |  |
|                         |                          | Eremburga del Maine      |                                     |  |  |       |  |  | Goffredo V d'Angiò |  |  |                 |  |
| Enrico II d'Inghilterra |                          |                          |                                     |  |  |       |  |  | Goffredo V d'Angiò |  |  |                 |  |
|                         |                          | Matilde d'Inghilterra    | Enrico I d'Inghilterra              |  |  |       |  |  |                    |  |  |                 |  |
|                         |                          | Matilde d'Inghilterra    | Enrico I d'Inghilterra              |  |  |       |  |  |                    |  |  |                 |  |
|                         |                          | Matilde d'Inghilterra    | Matilde di Scozia                   |  |  |       |  |  |                    |  |  |                 |  |
| Giovanni d'Inghilterra  |                          | Matilde d'Inghilterra    |                                     |  |  |       |  |  |                    |  |  |                 |  |
|                         |                          | Guglielmo X di Aquitania | Guglielmo IX d'Aquitania            |  |  |       |  |  |                    |  |  |                 |  |
|                         |                          | Guglielmo X di Aquitania | Guglielmo IX d'Aquitania            |  |  |       |  |  |                    |  |  |                 |  |
|                         |                          | Guglielmo X di Aquitania | Filippa di Tolosa                   |  |  |       |  |  |                    |  |  |                 |  |
| Eleonora d'Aquitania    |                          | Guglielmo X di Aquitania |                                     |  |  |       |  |  |                    |  |  |                 |  |
|                         |                          | Aenor de Châtellerault   | Aimery I, Visconte di Châtellerault |  |  |       |  |  |                    |  |  |                 |  |
|                         |                          | Aenor de Châtellerault   | Aimery I, Visconte di Châtellerault |  |  |       |  |  |                    |  |  |                 |  |
|                         |                          | Aenor de Châtellerault   | Dangereuse de l'Isle Bouchard       |  |  |       |  |  |                    |  |  |                 |  |
| Riccardo di Cornovaglia |                          | Aenor de Châtellerault   |                                     |  |  |       |  |  |                    |  |  |                 |  |
|                         | Guglielmo VI d'Angoulême | Vulgrin II d'Angoulême   |                                     |  |  |       |  |  |                    |  |  |                 |  |
|                         | Guglielmo VI d'Angoulême | Vulgrin II d'Angoulême   |                                     |  |  |       |  |  |                    |  |  |                 |  |
|                         | Guglielmo VI d'Angoulême | Panica de la Marche      |                                     |  |  |       |  |  |                    |  |  |                 |  |
| Ademaro III d'Angoulême | Guglielmo VI d'Angoulême |                          |                                     |  |  |       |  |  |                    |  |  |                 |  |
|                         |                          | Margherita di Turenne    | Raymond I, Visconte di Turenne      |  |  |       |  |  |                    |  |  |                 |  |
|                         |                          | Margherita di Turenne    | Raymond I, Visconte di Turenne      |  |  |       |  |  |                    |  |  |                 |  |
|                         |                          | Margherita di Turenne    | Matilda de la Perche                |  |  |       |  |  |                    |  |  |                 |  |
| Isabella d'Angoulême    |                          | Margherita di Turenne    |                                     |  |  |       |  |  |                    |  |  |                 |  |
|                         |                          | Pietro I di Courtenay    | Luigi VI di Francia                 |  |  |       |  |  |                    |  |  |                 |  |
|                         |                          | Pietro I di Courtenay    | Luigi VI di Francia                 |  |  |       |  |  |                    |  |  |                 |  |
|                         |                          | Pietro I di Courtenay    | Adelaide di Savoia                  |  |  |       |  |  |                    |  |  |                 |  |
| Alice di Courtenay      |                          | Pietro I di Courtenay    |                                     |  |  |       |  |  |                    |  |  |                 |  |
|                         |                          | Elisabetta di Courtenay  | Rinaldo di Courtenay                |  |  |       |  |  |                    |  |  |                 |  |
|                         |                          | Elisabetta di Courtenay  | Rinaldo di Courtenay                |  |  |       |  |  |                    |  |  |                 |  |
|                         |                          | Elisabetta di Courtenay  | Helvise di Donjon                   |  |  |       |  |  |                    |  |  |                 |  |
|                         |                          | Elisabetta di Courtenay  |                                     |  |  |       |  |  |                    |  |  |                 |  |